# Liwa Ahfad Saladin
Liwa Ahfad Saladin (Arabisch: لواء أحفاد صلاح الدين) (vertaald: de afstammelingen van Saladin) is een Syrische rebellengroep die actief is tijdens de Syrische Burgeroorlog. De groep werd in 2016 gevormd en staat onder het bevel van Mahmoud Abu Hamza. Liwa Ahfad Saladin telt ongeveer 600 strijders, en is daarmee een van de kleinere rebellengroepen in Noord-Syrië. De groep is actief in de noordelijke provincie Aleppo, aan de Turkse grens. De rebellengroep ontvangt logistieke en militaire steun vanuit Turkije.
Liwa Ahfad Saladin ontstond in 2016 als een groep Arabische en Koerdische strijders die gekant waren tegen de Syrische Democratische Strijdkrachten, die werden gedomineerd door de Koerdische militie YPG. Liwa Ahfad Saladin kreeg daarbij steun van Turkije, dat de groep bewapende en over de grens naar Syrië zond. Liwa Ahfad Saladin heeft onder andere meegevochten in de strijd tegen de Islamitische Staat (IS) in Azaz, Al-Rai en Jarablus. De groep is ook slaags geraakt met de Syrische Democratische Strijdkrachten ten westen van Azaz.
In maart 2016 ontstond er een conflict tussen Liwa Ahfad Saladin en Ahrar al-Sham, waarbij Ahrar al-Sham de groep dwong om een Koerdische vlag naar beneden te halen bij een controlepost. Later werden deze geschillen via onderhandelingen bijgelegd. Liwa Ahfad Saladin omschrijft zichzelf als een beweging die strijdt voor een islamitische democratie met rechten voor alle Syrische minderheden.